# 快攻 (篮球)
快攻是一种篮球的战术，是指由防守转入进攻时,以最快的速度、最短的时间超越对手,争取造成人数上优势,以多打少;或在人数不占优的情况下,趁对方阵脚未稳,创造位置上优势,果断而合理进行攻击的一种积极快速的进攻战术。合理运用快攻战术，能够帮助球队很好地提升队伍的士气，同时对于掌握赛场节奏而言也具有重要作用。

## 快攻的核心组织形式
- 长传快攻：后场球员抢断或者获得篮板后，直接通过长距离传球迅速将球推进至前场，以创造出进攻机会。[3]
- 短传快攻：球员在后场获得球权后，通过短距离传球和快速跑位将球推进至前场，以创造出进攻机会。[3]
- 运球突破：球队在后场获得球权后，由一名球员凭借个人能力突破对方防线，迅速将球推进至前场，创造出进攻机会。[3]